# شیوا بیبی
شیوا بیبی (به انگلیسی: Shiva Baby) یک فیلم کمدی محصول سال ۲۰۲۰ به نویسندگی و کارگردانی اما سلیگمن است. این فیلم محصول مشترک بین‌المللی ایالات متحده و کانادا است و ریچل سنوت در نقش دانیل، یک زن جوان یهودیترنسجندز  بی‌جهت که در یک شیوا شرکت می‌کند، بازی می‌کند. جوئل (فرد ملامد) و دبی (پولی دریپر) در نقش پدر و مادر او ظاهر می‌شوند و دیگر شرکت‌کنندگان عبارتند از دوست دختر سابق موفق او مایا (مالی گوردن) و بابای شوگر بیبی مکس (دنی دفراری) به همراه همسرش کیم (دیانا ایگران) و کودکشان که جیغ می‌کشد. همچنین جکی هافمن، دبورا آفنر، ریتا گاردنر و سوندرا جیمز در نقش‌های فرعی حضور دارند.
شیوا بیبی که از فیلم کوتاه سال ۲۰۱۸ سلیگمن با همین نام اقتباس شده بود، نخستین نمایش آنلاین خود را در جشنواره فیلم جنوب از جنوب غربی در سال ۲۰۲۰ داشت، اما به دلیل تأثیر دنیاگیری کروناویروس بر سینما نخستین نمایش عمومی آن در جشنواره بین‌المللی فیلم تورنتو ۲۰۲۰ بود و در ۲ آوریل ۲۰۲۱ در سینماها و پخش شد. وقایع فیلم تقریباً به‌طور کامل در زمان حقیقی و در یک مکان اتفاق می‌افتند، زیرا دانیل در حال بررسی چشم‌اندازهای عاشقانه و حرفه‌ای‌اش زیر نظر شدید خانواده، دوستان و همسایگان قضاوت‌کننده‌اش است.
شیوا بیبی نقدهای مثبتی از منتقدان دریافت کرد که به دلیل بازنمایی آن از افراد دوجنس‌گرا و یهودی‌ها مورد تحسین قرار گرفت. سلیگمن به دلیل موفقیت‌آمیز بودن تنش در فیلم، به ویژه در اولین کارگردانی بلندش، مورد ستایش قرار گرفت و جوایز متعددی را برای فیلمنامه‌اش دریافت کرد. گروه بازیگران و موسیقی آریل مارکس، که به یک فیلم ترسناک تشبیه شده‌است، نیز مورد ستایش قرار گرفت.

## بازیگران
- ریچل سنوت در نقش دانیل
- مالی گوردن در نقش مایا
- پالی درپر در نقش دبی
- دیانا ایگران در نقش کیم
- فرد ملامد در نقش جوئل
- دنی دفراری در نقش مکس
- جکی هافمن در نقش سوزان